# Echeveria utcubambensis
Echeveria utcubambensis är en fetbladsväxtart som beskrevs av Hutchison och Myron William Kimnach. Echeveria utcubambensis ingår i släktet Echeveria och familjen fetbladsväxter. Inga underarter finns listade i Catalogue of Life.